# Александър Введенски
Александър Введенски е съветски поет, драматург и преводач. Известен е като член на Обединението за реално изкуство (ОБЭРИУ) и като детски писател. Творчеството му се характеризира с радикални семантични експерименти, характеризирани като „заума“, „абсурд“ или „безсмислица“. С тяхна помощ се поставя под въпрос разумът и мисленето въобще, както и езика като техен инструмент. По-голямата част от философската му лирика е публикувана посмъртно.
Според Михаил Мейлах в лириката на Введенски се разглеждат ескатологичните мотиви на времето и смъртта, богооставеността и Божественото вмешателство.

## Биография
Роден е на 23 ноември 1904 г. в Санкт Петербург. Завършва трудово училище № 10, след което започва да работи като счетоводител. През 1922 г. започва да следва право в Петроградския университет, но скоро напуска. През 1924 г. става член на Ленинграския съюз на поетите, като първоначално се определя като футурист. След като се запознава с Даниил Хармс през 1925 г., се присъединява към неговата литературно-театрална група, която в края на 1927 г. приема името ОБЭРИУ (Объединение реального искусства, Обединение за реално изкуство). Обединението проповядва примитивизъм в изказа, абсурдисъм и интерес към нелогичните явления.
Введенски не играе никаква организационна роля в ОБЭРИУ, но участва във всички литературни събития. През януари 1928 г. групата дебютира с представлението „Три леви часа“, което е посрещнато от съветската преса крайно негативно. По това време по предложение на Самуил Маршак обериутите започват да сътрудничат на детските списания „Чиж“ и „Еж“. Введенски е постоянен сътрудник на изданията и превежда приказки на братя Грим.
През 1931 г. е арестуван по донос, че е произнесъл тост в чест на Николай II и е пял царския химн. През 1932 г. е интерниран в Курск. Впоследствие му е позволено да се върне в Ленинград и през 1934 г. става член на новоучредения Съюз на съветските писатели. От 1936 г. живее в Харков.
През 1941 г. е арестуван по обвинение в контрареволюционна агитация. Във връзка с настъплението на немските войски към Харкое е изпратен към Казан, но умира по пътя на 19 декември 1941 г. от плеврит.

## Творчество
Поезията на Введенски по форма е сравнявана с тази на Велимир Хлебников. Самият поет обаче смята Алексей Кручоних за по-близък до него. Предпочита прости рими и метрика, подобна на класическите текстове. Често смесва класическото стихосложение и свободния стих. За разлика от футуристите, той не вярва в утопичното бъдеще и смята, че времето се разкрива само след смъртта.
По-голямата част от творчеството му започва да се печата в чужбина след 60-те години на XX век, а пълната публикация на неговото наследство е събрана в периода 1980 – 1984 г. в американското рускоезично издателство „Ардис“. В Русия е издаден през 1993 г. от изд. „Гилея“. През 2010 г. пълните му събрани съчинения са събрани в сборника „Все“.